# Sarkvidéki hajókonvojok 1941-ben
1941-ben, a második világháború idején a szövetségesek 13 sarkvidéki hajókonvojt indítottak a Szovjetunióba, illetve onnan nyugatra. A keletre tartó hajókaravánok nyersanyagot és különböző árucikkeket szállítottak a nácikkal hadban álló kommunista államnak.  A teherhajókat hadihajók és halászhajókból átalakított tengeralattjáró-elhárító egységek kísérték. Az 1941-ben indított hajókaravánok közül három 1942-ben ért célba. A 13 konvoj egyetlen hajója süllyedt el.

## Konvojok

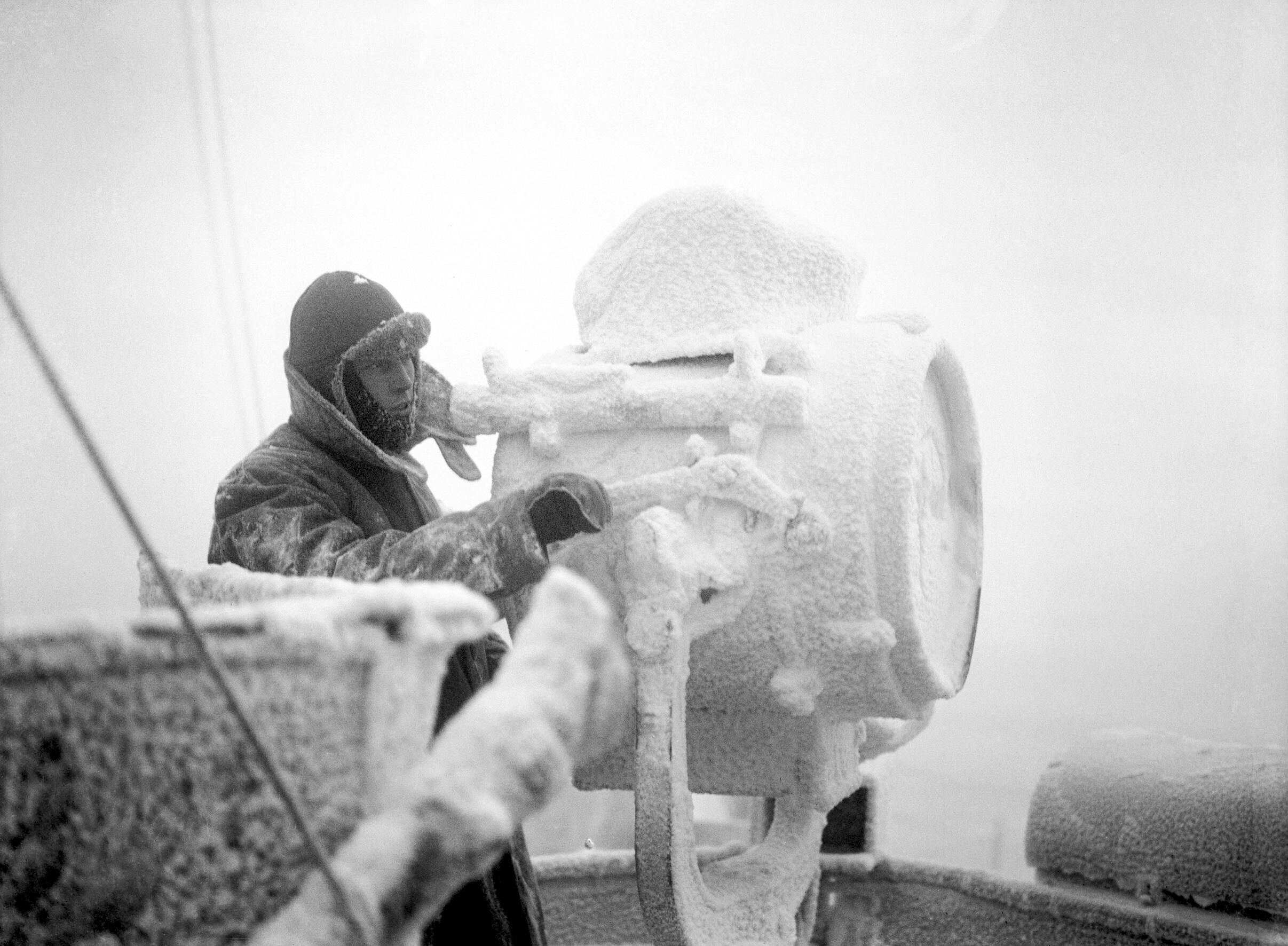
Jeges jelzőberendezés a Sheffield könnyűcirkáló fedélzetén

1941. június 22-én Németország megtámadta a Szovjetuniót. A német csapatok mélyen benyomultak az ország európai területeire, és hátrálásra kényszerítették a Vörös Hadsereget. A nyugati szövetségeseknek elemi érdekük volt, hogy a németek minél nagyobb nehézségekkel kerüljenek szembe a keleti fronton, ezért Moszkva támogatásáról döntöttek. A mai Irán területén vezető szállítási útvonal nem volt elég hatékony, ezért merült fel az Atlanti-óceán  északi részén haladó hajókonvojok ötlete. Az első kapcsolatfelvétel 1941. július 31-én zajlott le a két haditengerészet között, amikor a brit  Adventure aknatelepítő találkozott a Szokrusityelnij szovjet rombolóval a Fehér-tengeren.
A karavánok általában Izlandról, vagy Nagy-Britanniából indultak, és Arhangelszkben  kötöttek ki. A teherhajókat a brit haditengerészet felszíni egységei – rombolók, cirkálók, aknaszedők, halászhajókból kialakított tengeralattjáró-elhárítók – kísérték. Az első csoportot, a Dervis konvojt 1941. augusztus 21-én indították útnak. A hajókaravánt orosz hadihajók várták célállomásuk közelében. A következő konvojokat a PQ, illetve a QP kóddal jelölték: a PQ a nyugatra, a QP a keletre tartó hajókaravánt jelentette. A betűkhöz egy szám, az adott konvoj sorszáma tartozott. A PQ betűpárt a brit admiralitás konvojokkal foglalkozó tisztjének – P. Q. Edwards – monogramjából alkották.
A keletre tartó hajók elsősorban nyersanyagot, hadi felszerelést és más árucikkeket szállítottak, visszafelé pedig általában üresen jöttek, néha utasokat – elsüllyedt hajók túlélőit, szovjet diplomatákat – hozva. Az út nagyjából két hétig tartott; télen farkasordító hidegben, viharos tengeren, nyáron szinte folyamatosan nappali fényben. Az 1941-es konvojok 750 tankot, 800 repülőgépet, 2300 járművet és több mint 100 ezer tonna általános küldeményt szállítottak a Szovjetunióba.
A konvojok egy nyári és egy téli útvonalat használtak. A téli a jégtakaró hízása miatt délebbre haladt, közelebb Norvégia partjaihoz. Mindkét útvonal könnyen elérhető volt a norvég kikötőkből induló német tengeralattjáróknak, felszíni egységeknek, illetve a Luftwaffe repülőgépeinek. Mindazonáltal 1941-ben a németek még nem készültek fel a konvojok támadására, így valamennyi útnak indult hajó elérte célját.

## Részletes adatok
| A konvoj kódja | Gyülekezőhely | Indulás időpontja    | Célállomás    | Érkezés időpontja   | Részt vevő hajók                                            | Veszteség             |
| -------------- | ------------- | -------------------- | ------------- | ------------------- | ----------------------------------------------------------- | --------------------- |
| Dervis konvoj  | Hvalfjörður   | 1941. augusztus 21.  | Arhangelszk   | 1941. augusztus 31. | 5 Egyesült Királyság · 1 Hollandia                          | 0                     |
| QP–1           | Arhangelszk   | 1941. szeptember 28. | Scapa Flow    | 1941. október 10.   | 5 Egyesült Királyság · 1 Hollandia · 7 Szovjetunió          | 0                     |
| PQ–1           | Hvalfjörður   | 1941. szeptember 29. | Arhangelszk   | 1941. október 11.   | 7 Egyesült Királyság · 2 Panama · 1 Belgium                 | 0                     |
| PQ–2           | Liverpool     | 1941. október 13.    | Arhangelszk   | 1941. október 30.   | 6 Egyesült Királyság                                        | 0                     |
| QP–2           | Arhangelszk   | 1941. november 3.    | Kirkwall      | 1941. november 17.  | 6 Egyesült Királyság · 2 Panama · 1 Belgium · 3 Szovjetunió | 0                     |
| PQ–3           | Hvalfjörður   | 1941. november 9.    | Arhangelszk   | 1941. november 22.  | 6 Egyesült Királyság · 2 Panama                             | 0                     |
| PQ–4           | Hvalfjörður   | 1941. november 17.   | Arhangelszk   | 1941. november 28.  | 3 Egyesült Királyság · 5 Szovjetunió                        | 0                     |
| QP–3           | Arhangelszk   | 1941. november 27.   | Kirkwall      | 1941. december 3.   | 6 Egyesült Királyság · 4 Szovjetunió                        | 0                     |
| PQ–5           | Hvalfjörður   | 1941. november 27.   | Arhangelszk   | 1941. december 13.  | 5 Egyesült Királyság · 2 Szovjetunió                        | 0                     |
| PQ–6           | Hvalfjörður   | 1941. december 8.    | Arhangelszk   | 1941. december 20.  | 5 Egyesült Királyság · 1 Szovjetunió · 2 Panama             | 0                     |
| PQ–7a          | Hvalfjörður   | 1941. december 26.   | Murmanszk     | 1942. január 12.    | 1 Egyesült Királyság · 1 Panama                             | 1 Egyesült Királyság* |
| QP–4           | Arhangelszk   | 1941. december 29.   | Seyðisfjörður | 1942. január 9.     | 9 Egyesült Királyság · 1 Szovjetunió · 2 Panama             | 0                     |
| PQ–7b          | Hvalfjörður   | 1941. december 31.   | Murmanszk     | 1942. január 11.    | 6 Egyesült Királyság · 1 Szovjetunió · 2 Panama             | 0                     |

* A hajó 1942-ben süllyedt el.